# Authentifizierungsgateway
Ein Authentifizierungsgateway (englisch authentication gateway oder authentication gateway service, AGS) ist ein Netzwerkdienst, welcher die Authentifizierung eines Client über verschiedene Authentifizierungsprovider ermöglicht. Der Benutzer hat hierbei die Möglichkeit zu entscheiden, über welchen der unterstützten Authentifizierungsprovider er sich anmelden möchte. Ein Authentifizierungsgateway unterstützt hierbei eine föderierte Identität.
Die Einbindung der externen Authentifizierungsprovider kann hierbei über eine, mittels Verschlüsselung gesicherte, Verbindung mit diesen erfolgen. Alternativ kann eine Umleitung auf eine Anmeldeseite des entsprechenden Providers erfolgen, welcher dem Clienten bei erfolgreicher Anmeldung ein signiertes Token ausstellt, welches der Authentifizierungsgateway überprüfen kann.
Der Authentifizierungsgateway kann zudem für die Implementierung von Single Sign-on (SSO) und Single Sign-out (SSO) genutzt werden.